# I dimenticati
I dimenticati (Sullivan's Travels) è un film del 1941 scritto e diretto da Preston Sturges.

## Trama
John Sullivan è un regista americano di successo. Ritiene però, in tempo di guerra, di non dover più realizzare commedie, ma di dover usare il suo talento per lanciare agli uomini un messaggio di pace, tolleranza e misericordia. Per questo coltiva il progetto di un film drammatico e realista, Fratello dove sei?, in cui raccontare la vita dei miseri. Per conoscere meglio la realtà che intende rindagare, John si traveste da barbone ed inizia a vivere la vita di chi sta ai margini della società. Un camper messo a disposizione dallo Studio cinematografico per il quale egli lavora, lo segue comunque a distanza, con cibo, medicinali e generi di conforto: un appoggio che all'inizio il regista vuole evitare a tutti i costi, per rendere più autentico il suo esperimento, ma al quale di tanto in tanto dovrà ricorrere per necessità.
Nelle sue peregrinazioni, John incontra presto una aspirante attrice, giovane ma già disillusa dal mondo del cinema. Egli decide di accompagnarla con la sua macchina, facendo una prima eccezione al suo nuovo ruolo di spiantato. E la paga, con il fermo per furto d'auto ed il successivo smascheramento. Lei resta di stucco quando si rende conto che il suo compagno di viaggio è per davvero un regista hollywoodiano di successo; ma non intende approfittarne: preferisce uscire definitivamente da un mondo che le ha dato solo delusioni. Si offre comunque di accompagnare John nel prosieguo delle sue peregrinazioni in veste di vagabondo; e alla fine John deve accettare. I due, camuffati, partono su un vagone merci.
Il viaggio nell'America dei poveri e dei derelitti è un viaggio all'inferno, che il regista e la ragazza affrontano con coraggio e tenacia. Alla fine, però, la sofferenza è tale che John decide di tornare alla sua occupazione professionale, per dare finalmente corpo al progetto di film-denuncia. Lei vorrebbe rimanere con lui, perché ne è innamorata; ma la scoperta che John è sposato (per ragioni fiscali) e che difficilmente potrà ottenere il divorzio richiesto, è un brutto colpo. E così si prepara a tornare alla sua casa d'origine. Il destino, però, ha in serbo ancora qualche colpo.
John decide di congedarsi dal mondo dei poveri, girando di notte nei bassifondi distribuendo biglietti da cinque dollari. Viene però aggredito e derubato da un altro barbone, avido e senza scrupoli, che muore subito dopo travolto da un treno con addosso le scarpe ed i documenti del regista. Mentre viene dato per morto, John vaga senza meta: è stordito e ha perso la memoria. Fermato per vagabondaggio e maltrattato da un ferroviere, John reagisce colpendolo con un sasso. Arrestato e processato, viene condannato a sei anni di lavori forzati, senza poter convincere la giuria circa la sua vera identità.
Durante la sua nuova vita di reclusione e fatica, John prova nuovamente - e senza la finzione del travestimento, questa volta - la vita dei derelitti e dei dimenticati, tra molti aguzzini e pochi misericordiosi. Una sera, durante una proiezione cinematografica organizzata da una parrocchia per i carcerati, il regista è colpito nel vedere i suoi compagni di pena dimenticare per un momento le loro sofferenze assistendo a un cartone animato di Topolino e capisce che anche il cinema di pura evasione può fare del bene agli uomini disperati.
E così, quando finalmente riesce - autodenunciandosi per l'uccisione di sé stesso, cioè del regista Sullivan - a dimostrare la sua vera identità e a riconquistare la libertà, John rinuncia al suo ambizioso progetto e deciderà invece di girare una nuova commedia, per far ridere la gente.

## Date di uscita
Il film fu distribuito negli USA il 6 febbraio 1942 ma, a causa della Seconda guerra mondiale arrivò in Italia solo nell'autunno del 1947.

## Riconoscimenti
Il National Board of Review l'ha scelto come uno dei migliori dieci film del 1942.
Nel 1990 il film è stato scelto per la conservazione nel National Film Registry della Biblioteca del Congresso degli Stati Uniti.
Nel 2000 l'American Film Institute l'ha inserito al 39º posto della classifica delle migliori cento commedie statunitensi, nel 2006 l'ha inserito al 25º posto della classifica dei cento più commoventi film statunitensi e nel 2007 l'ha inserito al 61º posto della classifica dei migliori cento film statunitensi di tutti i tempi (nella lista originaria, stilata nel 1998, il film non era presente).

## Citazioni e riferimenti
Il titolo della pellicola che Sullivan progetta di girare, Fratello, dove sei?, sarà poi utilizzato dai fratelli Coen per uno dei loro film.